# 東松島市立鳴瀬未来中学校
東松島市立鳴瀬未来中学校（ひがしまつしましりつ なるせみらいちゅうがっこう、英: Higashimatsushima Municipal Naruse Mirai Junior High School）は、宮城県東松島市にある公立中学校。

## 概要
2011年3月11日に発生した東北地方太平洋沖地震（東日本大震災）による津波で東松島市の鳴瀬地区は甚大な被害を受け、野蒜地区にあった鳴瀬第二中学校が使用不能となった。鳴瀬地区はその後の人口減少により生徒数の増加が期待できないため、鳴瀬地区にある二つの中学校を一つに統合することとなり、統合校である本校が2013年に開校した。校舎は暫定的に鳴瀬第一中学校の校舎を使用していたが、現在の場所に新校舎を建設し、2018年に移転した。
旧校舎は学校法人タイケン学園が2020年4月に開設した日本ウェルネス宮城高等学校が使用する。
地震、津波、暴風、洪水、土砂災害発生時の指定避難所、指定緊急避難場所となっている。自主防災組織の災害対策本部の拠点となる部屋が確保されているほか、非常時に通信、電気、ガス、飲料水が確保できるよう防災機能が確保されている。

## 校名の由来
鳴瀬未来中学校の校名については、
- 鳴瀬地区の未来を育む学校
- 自らの未来を拓き、地区の未来を担う
- 環境未来都市を象徴する学校として、全国に誇れる学校づくりに期待

の3点が挙げられた。

## 沿革
- 2013年（平成25年）4月1日 - 東松島市立鳴瀬第一中学校と東松島市立鳴瀬第二中学校を統合して開校。
- 2018年（平成30年）1月 - 新校舎に移転[4]。

## 学区
- 東松島市立鳴瀬桜華小学校、東松島市立宮野森小学校学区

## 校歌
東松島市に対する支援活動を行ってきた作家C・W・ニコルと親交のある歌手加藤登紀子が作詞作曲した。タイトルは「いつもそばにいるよ」。

## 所在地
- 宮城県東松島市野蒜字上野蒜232